# 惑星質量天体

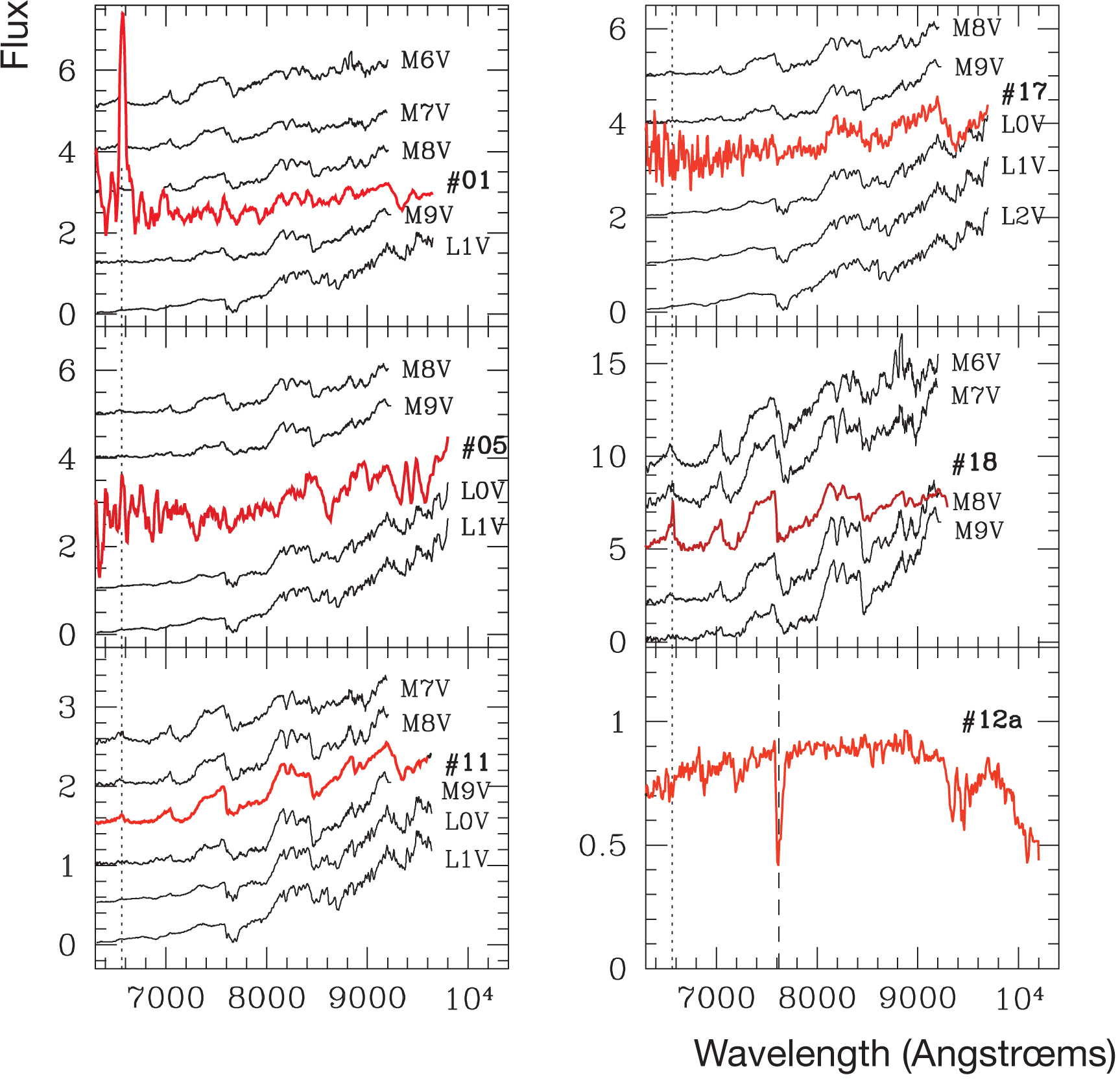
6つの惑星質量天体候補の光学スペクトル

惑星質量天体（わくせいしつりょうてんたい、英: planetary-mass object）は、質量が太陽系小天体より大きく、活性な核を持つ褐色矮星や恒星よりも小さい天体の総称である。この大きさの天体は恒星にはなり得ず、宇宙空間を漂っている。恒星の周りを回る多くの惑星質量天体は惑星であるが、この言葉はこの大きさの範囲に含まれる全ての天体を含む。

## 近年の発見
スピッツァー宇宙望遠鏡によって、Cha 110913-773444が発見された。この天体は木星の約8倍の大きさで、約50 - 100万歳と推定されている。塵の円盤に取り囲まれており、地球から約500光年の距離にある。
太陽系外の最初の惑星質量天体は、パルサーPSR 1257+12の周りを公転するもので、1992年にアレクサンデル・ヴォルシュチャンらによって発見された。それまで惑星は主系列星にしか存在しないと考えられていたため、多くの天文学者が驚く発見だった。

## 惑星に関係する術語
- 二重惑星
- 準惑星
- 太陽系外惑星
- 自由浮遊惑星
- 原始惑星
- 微惑星
- 小惑星